# Zwierzyniec (powiat krasnostawski)
Zwierzyniec – wieś w Polsce położona w województwie lubelskim, w powiecie krasnostawskim, w gminie Siennica Różana.
W latach 1975–1998 miejscowość należała administracyjnie do województwa chełmskiego. 
Wieś stanowi sołectwo gminy Siennica Różana. Według Narodowego Spisu Powszechnego (III 2011 r.) wieś liczyła 57 mieszkańców.
Folwark Zwierzyniec założył Adolf hrabia Smorczewski w drugiej połowie XIX wieku. Folwark należał wtedy do gminy Rudka. Po Adolfie Smorczewskim dziedzicem folwarku był jego syn Jan Smorczewski. W 1921 roku w tym folwarku naliczono 3 domy i 75 mieszkańców. Folwark Zwierzyniec wraz z folwarkiem Żdżanne liczył w 1930 roku 367 ha obszaru.
Wierni Kościoła rzymskokatolickiego należą do parafii Parafia św. Michała Archanioła w Żdżannem.